# Контррейка

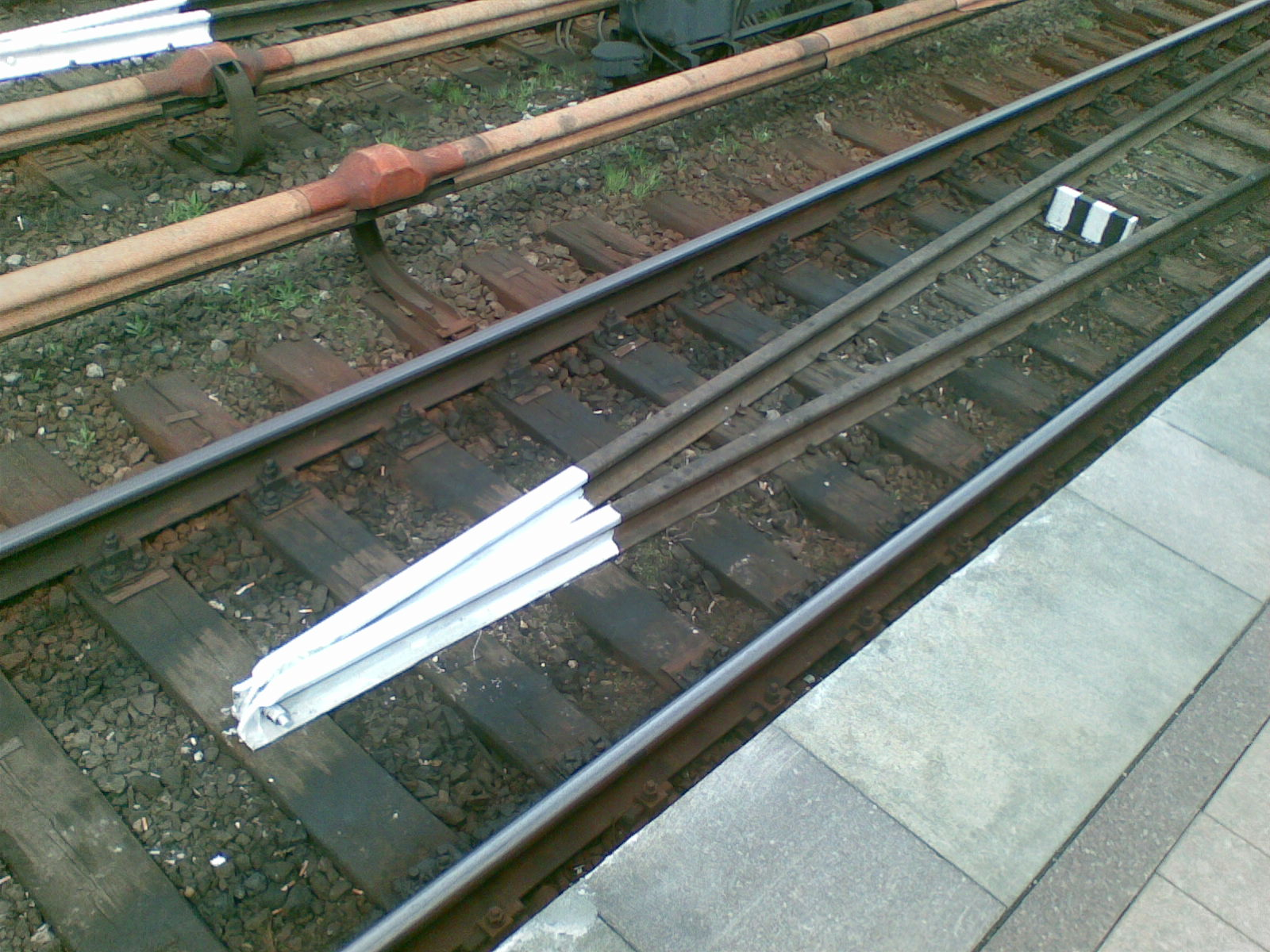
Початок контррейки на станції Київського метрополітену Дніпро

Контррейка, або охоронна рейка — пристрій на залізниці для запобігання сходженню поїздів з рейок, а також для коригування напрямку руху колісної пари при проходженні стрілочного переводу. Є додатковою рейкою, встановленою усередині колії поруч з основною рейкою, яка входить у зіткнення з колесом у разі його відхилення від траєкторії і утримує його у визначеному просторі.
Контррейки встановлюються на кривих малого радіусу для безпечнішого проходження ними поїздів, а також для зменшення підрізу гребенів колісних пар і бічного зносу зовнішньої нитки рейок.
Також контррейками для безпеки обладнують мости. Робиться це для того, щоб візки вагона в разі сходження з рейок не могли провернути і піти убік.
Контррейки були також запропоновані до використання на швидкісних залізницях Японії Сінкансен для запобігання сходу потягів з рейок у разі підземних поштовхів при землетрусах. Є сталевою смугою на 17,4 сантиметра вище звичайної рейки, встановленою з внутрішнього боку полотна так, що одне з низки коліс состава фіксується з двох боків.